# Multiseptida
Multiseptida es un género de foraminífero bentónico de la familia Colaniellidae, de la superfamilia Colanielloidea, del suborden Fusulinina y del orden Fusulinida. Su especie tipo es Multiseptida corallina. Su rango cronoestratigráfico abarca el Devónico superior.

## Clasificación
Multiseptida incluye a las siguientes especies:
- Multiseptida akkusica
- Multiseptida anmaensis
- Multiseptida corallina
- Multiseptida elongata
- Multiseptida farewelli
- Multiseptida striata